# قرار مجلس الأمن التابع للأمم المتحدة رقم 1072
قرار مجلس الأمن التابع للأمم المتحدة رقم 1072، المتخذ بالإجماع في 30 آب / أغسطس 1996، بعد إعادة تأكيد جميع قرارات وبيانات رئيس مجلس الأمن بشأن الحرب الأهلية في بوروندي، ناقش المجلس الجهود المبذولة للتوصل إلى تسوية سياسية للنزاع في البلد.
وأدان المجلس محاولة الانقلاب العسكري وأعرب عن القلق بشأن الأوضاع الإنسانية في البلاد واتسمت بعمليات القتل والمجازر والتعذيب والاعتقال التعسفي التي هددت السلام والاستقرار في منطقة البحيرات الكبرى. وأدينت الهجمات على العاملين في مجال المساعدة الإنسانية، وتم التأكيد على الحاجة إلى إنشاء ممرات للمعونة الإنسانية. وفي غضون ذلك، كانت هناك محاولات لاستئناف الحوار وبدء المفاوضات، حيث أشار المجلس إلى أنه في القرار 1040 (1996)، يمكن فرض مزيد من التدابير ضد بوروندي.
تمت إدانة الإطاحة بالحكومة الشرعية والنظام الدستوري في بوروندي. النظام مطالب بإعادة النظام الدستوري ومجلس الأمة ورفع الحظر عن الأحزاب السياسية. وحث على وقف جميع الأعمال العدائية على الفور، وحث على عقد مؤتمر بشأن الاستقرار الإقليمي.
ونص القرار على إعادة النظر في المسألة مرة أخرى في 31 أكتوبر / تشرين الأول 1996 وطلب من الأمين العام بطرس بطرس غالي أن يقدم تقريراً بحلول ذلك الوقت عن الوضع في بوروندي بما في ذلك حالة المفاوضات. إذا تم إحراز تقدم ضئيل أو لم يتم إحراز أي تقدم، فسيتم النظر في فرض حظر أسلحة وقيود محتملة على قادة النظام بموجب ميثاق الأمم المتحدة.